# Lü Dai
En aquest nom xinès, el cognom és Lü.
Lü Dai (161-256 EC), nom estilitzat Dinggong (定公), va ser un general militar de Wu Oriental que va viure durant el període dels Tres Regnes de la història xinesa. Seguint la mort de Sun Quan, a Zhuge Ke i Lü se els va encomanar el govern de l'estat. Això no obstant, d'acord amb els registres històrics, Lü va servir durant el regnat de Sun Quan com Gran General. Es diu que es va mantenir actiu fins i tot durant la seva vellesa.